# Lisia Góra (gmina)
Lisia Góra est une gmina rurale du powiat de Tarnów, Petite-Pologne, dans le sud de la Pologne. Son siège est le village de Lisia Góra, qui se situe environ 7 km au nord de Tarnów et 78 km à l'est de la capitale régionale Cracovie.
La gmina couvre une superficie de 105,4 km2 pour une population de 13 714 habitants.

## Géographie
La gmina inclut les villages de Breń, Brzozówka, Kobierzyn, Lisia Góra, Łukowa, Nowa Jastrząbka, Nowe Żukowice, Pawęzów, Śmigno et Stare Żukowice.
La gmina borde la ville de Tarnów et les gminy de Czarna, Dąbrowa Tarnowska, Radgoszcz, Tarnów et Żabno.